# Deadly Class (série télévisée)
Deadly Class est une série télévisée américaine en dix épisodes de 42 à 54 minutes créée par Rick Remender et Miles Orion Fieldsott diffusée du 16 janvier au 24 mars 2019 sur Syfy.
La série est inspirée des comics du même nom.
En France, la série est disponible depuis le 12 mars 2019 sur le service Canal+ Séries en VOSTFR et depuis le 17 avril 2019 en VF ; en Afrique subsaharienne, depuis le 1er septembre 2019 sur Canal+ Séries, et au Québec depuis le 3 septembre 2019 sur Ztélé. Syfy annonce sa décision de ne pas prolonger la série pour une deuxième saison en juin 2019.

## Synopsis
Marcus Arguello, un jeune orphelin SDF, est admis au sein d'une mystérieuse école privée qui accueille la progéniture de criminels. Ils se voient enseigner l'art du meurtre, du combat et autres pratiques pour devenir le parfait criminel.

## Distribution

### Acteurs principaux
- Benedict Wong (VFB : Philippe Résimont) : Maître Lin
- Benjamin Wadsworth (VFB : Maxime Van Santfoort) : Marcus Lopez
- Lana Condor (VFB : Ludivine Deworst) : Saya Kuroki
- María Gabriela de Faría (VFB : Sophie Frison) : Maria Salazar
- Luke Tennie (VFB : Olivier Prémel) : Willie Lewis
- Liam James (VFB : Pierre Le Bec) : Billy Bennett
- Michel Duval (es) : Chico

### Acteurs récurrents
- Taylor Hickson (VFB : Mélissa Windal) : Petra
- Siobhan Williams (VFB : Helena Coppejans) : Brandy Lynn
- Sean Depner (VFB : Nicolas Matthys) : Viktor
- Jack Gillett (VFB : Bruno Mullenaerts) : Lex Miller

## Développement

### Production
Le pilote a été commandé par Syfy fin septembre 2017. Début novembre, la distribution est dévoilée.
En avril 2018, satisfaite du pilote, Syfy commande la série pour une première saison de dix épisodes.
Le 4 juin 2019, la série est arrêtée par la chaîne après la première saison.

### Tournage
Le tournage de la série a débuté en avril 2018 à Vancouver.

## Épisodes
Le premier épisode a été diffusé en ligne, le 20 décembre 2018 puis sur Syfy le 30 décembre 2018.
La saison a débuté le 16 janvier 2019 pour se finir le 20 mars 2019.
1. Grandir avec Reagan (Reagan Youth)
2. Du bruit et du vent (Noise, Noise, Noise)
3. Un nid de vipère (Snake Pit)
4. Risky Business (Mirror People)
5. Saudade (Saudade)
6. Stigmata Martyr (Stigmata Martyr)
7. Transcendance (Rise Above)
8. Répression (The Clampdown)
9. Titre français inconnu (Kids of the Black Hole)
10. Titre français inconnu (Sink with California)

## Accueil

### Audiences
La meilleure audience de la série a été réalisée par le quatrième épisode de la première saison, Mirror People, avec 516 000 téléspectateurs.
La pire audience a été réalisée par le dernier épisode de la première saison, Sink With California, avec seulement 340 000 téléspectateurs.
| Saisons | Diffusion                                                            | Nombre d'épisodes | Lancement                                                               | Lancement       | Final        | Final           | Téléspectateurs (en moyenne) |
| Saisons | Diffusion                                                            | Nombre d'épisodes | Date                                                                    | Téléspectateurs | Date         | Téléspectateurs | Téléspectateurs (en moyenne) |
| ------- | -------------------------------------------------------------------- | ----------------- | ----------------------------------------------------------------------- | --------------- | ------------ | --------------- | ---------------------------- |
| 1       | Dimanche, 22 h (avant-première) Mercredi, 22 h (diffusion régulière) | 10                | Avant-première : 30 décembre 2018 Diffusion régulière : 16 janvier 2019 | 355 000         | 20 mars 2019 | 340 000         | 396 000                      |

### Critiques
La première saison de la série recueille 64 % de critiques positives sur le site agrégateur Rotten Tomatoes.